# ميغيل كارديناس
ميغيل كارديناس (بالإسبانية: Miguel Cardenas de los Santos)‏ هو محامي وسياسي مكسيكي، ولد في 29 سبتمبر 1855 في سالتيو في المكسيك، وتوفي في 24 مايو 1930 في المكسيك.